# HD34959
HD34959 — хімічно пекулярна зоря спектрального класу B6, що має видиму зоряну величину в смузі V приблизно  6,5.
Вона  розташована на відстані близько 1244,9 світлових років від Сонця.